# 慶雲の改革
慶雲の改革（けいうんのかいかく）は、飛鳥時代末期の慶雲3年（706年）以降、文武天皇統治下の朝廷において行われた律令体制改革をいう。

## 背景

### 大宝律令の不備
壬申の乱の勝利後に史上初の「天皇」として即位し、思い切った国制改革を進めた天武天皇が没した後、大后の持統天皇が即位。天武の遺志を継ぎ、日本初の本格的都城である藤原京の建設を進めたほか、飛鳥浄御原令の制定など、唐を参考にした律令の整備・国史編纂事業などを継続した。その持統天皇の譲位を受けて即位した孫の文武天皇の時期には、天武・持統以来の改革の集大成となる律令の制定が急がれ、大宝元年（701年）に大宝律令の完成という形で結実した。しかし律令編纂には入唐経験のある伊吉博徳や、唐から帰化した薩弘恪などが加わってはいたものの、作成を主導した刑部親王や藤原不比等らは唐律令の実態に精通していた訳ではなく、やや理想的な傾向を残すものでもあった。その結果、施行してみて初めて分かった矛盾・不備なども認識されるようになる。大宝3年（703年）持統太上天皇が崩御すると、実際に施行されはじめた律令と、現実的運用とのギャップから、細則の必要性や令そのものへの改革が迫られるようになる。

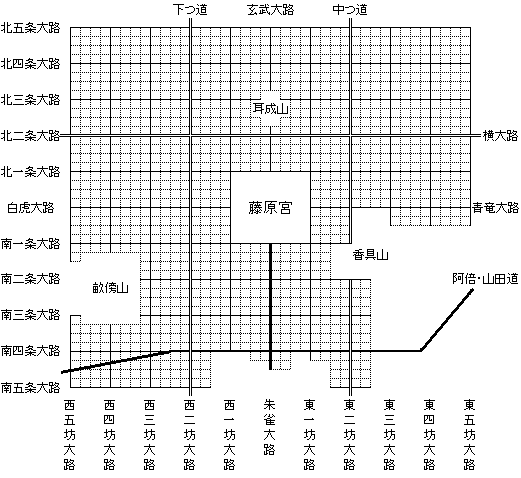
藤原京条坊

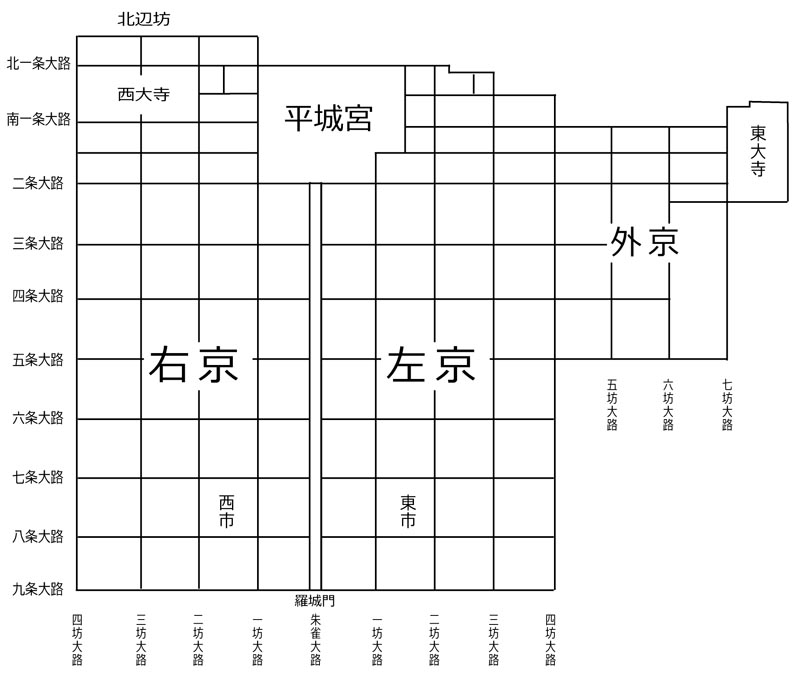
平城京条坊図

また、大宝3年（703年）から慶雲4年（707年）にかけて連続的に発生した飢饉と税体系の不備により貧窮する農民が続出したため、その救済策も求められた。

### 遣唐使の帰還
大宝元年、大宝令の編纂にも携わった粟田真人が遣唐大使（執節使）に任命され、文武天皇から節刀を授けられた。天智天皇8年（669年）以来実に32年ぶりとなる遣唐使である。翌年に筑紫を発し、唐に漂着した。この大宝度の遣使の目的は、白村江の戦い以来冷却していた唐との交流を回復するとともに、天武天皇以来の改革で日本に本格的首都および律令体制が完成したこと、天皇号および「日本」の国号が成立したことを唐に対して宣言することなどを目的とする、非常に重要な使節であった。
しかし当時、唐王朝は武則天（則天武后）による簒奪で周王朝に代わっていたことを日本側が把握していなかったため、粟田真人らは現地で若干の混乱を生じた。また、彼らが都・長安で見た実際の都城や律令制の運用実態は、日本国内での想像とは似て非なるものであった。たとえば藤原京では大極殿を含む宮（藤原宮）を都城の中央に配置していたが、長安城をはじめとする中国の都城では太極宮を含む皇城は、都城の北端中央にあるのが通例であった。律令の運用形態も日本とは異なり、律令の不備を行う格式なども制定されていた。大きな衝撃を受けて慶雲元年に帰国した粟田真人らは、これらの日中の都城や律令制の差異を報告し、文武朝の改革に生かされていく。

## 改革の詳細
慶雲2年（705年）4月、大納言の定員を2人削減するとともに、大宝令制定に伴い廃止されていた中納言が朝廷の議政官として復活し（「令外の官」の始まり）、高向麻呂・粟田真人・阿倍宿奈麻呂を任命した。また大宝令で停廃されていた采女肩巾田（うねめのひれだ。采女の経費を充当するために出身地に置かれた田）を復活した。同年11月には大宝令の規定通りにそれまでの五位官人への食封を位禄への切り替えを実施したが、翌年には大宝令の規定を修正し、四位官人を位封の範囲に戻している。さらに官人の叙位に影響する評定年数の二年分短縮や、蔭位授与制度の調整など、官人機構の改革を行った。また、継嗣令の規定で皇親（皇族）の範囲を四世孫までとしていたものを五世孫まで範囲を拡げている。
いっぽう、うち続く飢饉から農民の負担の軽減を図るべく、税制や貧窮対策を施している。すなわち、畿内における調の人別徴収方式から戸別徴収への変更、庸の半減措置、義倉米（飢饉の際に貧民に支給するためにあらかじめ米穀を徴収・備蓄しておく制度）徴収法の緩和などの諸政策である。ただし、これらの諸制度改革は早くも奈良時代前期には見直されたものも多く、その実効性については評価が分かれる。また、王公諸臣が山川藪沢を不法に占有し、農民の利益を損なっているとして、大宝令遵守を求める詔勅も出されている。
このように慶雲の改革は、大宝律令の施行に伴う不具合を調整することを意識して行われたものであり、さらなる国家体制強化を図ろうとする性質のものであった。

## 元明朝へ
しかし、改革が進行中の慶雲4年6月、文武天皇は崩御してしまう。遺子の首皇子（後の聖武天皇）はまだ幼かったため、文武天皇の母である阿閇皇女が即位するという異例の措置がとられ、元明天皇となった。
元明朝においても国制改革はさらに加速し、和銅元年（708年）には、初の流通貨幣である和同開珎の発行、および長安の造形に倣った本格的都城となる平城京遷都の詔が発せられた（平城京は長安と同じく大極殿を北端に置く。実際の遷都は2年後の和銅3年）。また同年、越後国に出羽郡（後の出羽国）が設置され、出羽柵を中心に蝦夷征討が開始、南でも隼人の入貢を促す（和銅6年（713年）には大隅国を設置）など、辺境の国土確定も積極的に行われた。この間も律令の不具合を修正する格式や律令本体の改訂作業は、藤原不比等らを中心に続けられており、後の養老律令制定につながることになる。